# Barbara Alberti
Barbara Alberti (Umbertide, 11 de abril de 1943) es una escritora, dramaturga, periodista, actriz y presentadora de radio y televisión italiana.

## Biografía
Licenciada en Filosofía en la universidad romana La Sapienza. a lo largo de su ecléctica producción siempre tuvo como objetivo combatir la imagen perdedora del sexo femenino. Un cometido común en varias de sus obras, desde la picaresca Memorie malvagie (1976) hasta la experimental Delirio (1978) pasando por la meditativa y polémica Vangelo secondo Maria (1979) y posteriormente a obras más teñidas de humor negro pero de inalterable provocación como Il signore è servito (1983), Buonanotte Angelo (1986), Povera bambina (1988), Parliamo d'amore (1989) y Gianna Nannini da Siena (1991) -centrada en esta cantante de monomimas. -y Il promesso sposo (1994), un perfil dedicado al crítico de arte y personalidad televisiva Vittorio Sgarbi y presentado bajo la apariencia de una 'autobiografía fallida'.
De género humorístico es también La mujer es un animal realmente extravagante: ochenta retratos injustos y caprichosos (1998), obra en la que Alberti retrató a un imaginario Don Giovanni con algunas conocidas figuras femeninas de su generación a su lado.
En 2003 publicó Celos de Majakovsky, biografía del celebrado poeta por la que, ese mismo año, recibió el Premio Mujer Alguer en sección de ficción, y El príncipe volador, en el que relataba la vida de Antoine de Saint-Exupéry. También en 2003 fue presidenta de la Comisión del Premio Lunezia mientras que en 2006 escribió el libro de cuentos Il ritorno dei mariti.
Bárbara Alberti es además coautora de guiones de películas como Il portiere di notte de Liliana Cavani (1974, colaboradora), Maladolescenza de Pier Giuseppe Murgia (1977), Io sto con gli ippopotami (1979), Monella (1998) y Melissa P. (2005) y autora de Texto teatral (Ecce homo).

### Los medios de comunicación
De 1983 a 1998, Bárbara Alberti estuvo al frente de la columna de opinión o rúbrica Hablemos de amor en el semanario Amica. En 1983 escribió una columna en Penthouse llamada Luces rojas. El 21 de enero de 1988 se convirtió en periodista independiente. y desde 2009 dirige una punzante columna semanal (La posta di Barbara Alberti) en Il Fatto Quotidiano. Actualmente también mantiene una columna de correspondencia con los lectores en el semanario Gioia y escribe en los semanarios Confidenze y D-La Repubblica delle Donne.
Hasta septiembre de 2013 condujo El farero, un programa semanal de radio emitido los domingos por la mañana en Radio 24, ideado por Gianluca Nicoletti, y editado por Gloria Guerrera.
En 2018 participó como concursante en Celebrity Masterchef, siendo eliminada en el segundo episodio.
En enero de 2020 participó como concursante en el programa Cuarta edición, del que se retiró por motivos personales en la primera quincena de febrero; también en ese mismo año, participó como invitada y juez de la prueba de sintonía en el programa de televisión La pupa e il secchione.
En la actualidad participa habitualmente como colaboradora en varios talk shows de televisión, desde Afternoon 5 hasta Italy on 2 comentando temas de actualidad. 

## Vida privada
Estuvo casada con el productor de cine y guionista Amedeo Pagani, con quien tuvo en 1975 un hijo, el periodista Malcom Pagani, y una hija, Gloria Samuela Pagani
Fue miembro del Partido Radical. Aunque se define como "no creyente" afirma que es necesaria la espiritualidad en el mundo actual.

## Obras
- Memorie malvage, Venezia, Marsilio, 1976.
- Delirio, Milano, A. Mondadori, 1978.
- Vangelo secondo Maria, Milano, A. Mondadori, 1979.
- Donna di piacere, Milano, A. Mondadori, 1980.
- Il signore è servito, Milano, A. Mondadori, 1983.
- Tahiti Bill, come Bruno Gaburro, Milano, A. Mondadori, 1984.
- Sbrigati Mama, come Margherita Margherita, Milano, A. Mondadori, 1984.
- Scommetto di sì, come Alcide Meloni, Milano, A. Mondadori, 1984.
- Fulmini, Milano, Spirali, 1984.
- Buonanotte Angelo, Milano, A. Mondadori, 1986.
- Povera bambina, Milano, A. Mondadori, 1988. ISBN 88-04-31580-6.
- Dispetti divini, Venezia, Marsilio, 1989. ISBN 88-317-5198-0.
- Parliamo d'amore, Milano, A. Mondadori, 1989. ISBN 88-04-31437-0.
- Gianna Nannini da Siena, Milano, A. Mondadori, 1991. ISBN 88-04-33544-0.
- Il promesso sposo. Romanzo popolare, Milano, Sonzogno, 1994. ISBN 88-454-0699-7.
- Vocabolario dell'amore, Milano, Biblioteca universale Rizzoli, 1995. ISBN 88-17-13845-2.
- La donna è un animale stravagante davvero, Milano, Frontiera, 1998. ISBN 88-87216-01-0.
- Gelosa di Majakovskij, Venezia, Marsilio, 2002. ISBN 88-317-7997-4.
- L'amore è uno scambio di persona, Bologna, Gallo e Calzati, 2003. ISBN 88-88379-12-6.
- Il principe volante, Roma, Playground, 2004. ISBN 88-89113-01-4.
- Il ritorno dei mariti, Milano, Mondadori, 2006. ISBN 88-04-55884-9.
- Letture da treno. Diciassette opere letterarie e un melodramma, Roma, Nottetempo, 2008. ISBN 978-88-7452-148-7.
- Riprendetevi la faccia, Milano, Mondadori, 2010. ISBN 978-88-04-59788-9.
- Sonata a Tolstoj, Milano, B. C. Dalai, 2010. ISBN 978-88-6073-645-1.
- Amore è il mese più crudele, Roma, Nottetempo, 2012. ISBN 978-88-7452-286-6.
- Lezioni d'amore, Roma, Nottetempo, 2013. ISBN 978-88-7452-420-4.
- Lezioni d'amore. Gelosia, Roma, Nottetempo, 2013. ISBN 978-88-7452-456-3.
- La guardiana del faro. [Storie di amori e di scritture], Reggio Emilia, Imprimatur, 2013. ISBN 978-88-97949-70-1.
- Non mi vendere, mamma!, Roma, Nottetempo, 2016. ISBN 978-88-7452-645-1.
- Francesco e Chiara, Bologna, EDB, 2019. ISBN 978-88-10-55941-3.
- Mio signore, Venezia, Marsilio, 2020. ISBN 978-88-297-0175-9.

## Filmografía

### Cine

#### Guiones
- La estación de los sentidos, dirigida por Massimo Franciosa (1969)
- Una prostituta al servicio del público y en cumplimiento de las leyes estatales, dirigida por Italo Zingarelli (1970)
- Hola Gulliver, dirigida por Carlo Tuzii (1970)
- ...¡más fuerte chicos!, dirigida por Giuseppe Colizzi (1972)
- El maestro y Margarita (Maestro i Margarita), dirigida por Aleksandar Petrović (1972)
- El portero de noche, dirigida por Liliana Cavani (1974)
- Qui comincia l'avventura, dirigida por Carlo Di Palma (1975)
- Colpita da improvviso benessere, dirigida por Franco Giraldi (1975)
- Mimì Bluette fiore del mio giardino, dirigida por Carlo Di Palma (1976)
- Noble veneciano, dirigida por Flavio Mogherini (1976)
- Maladolescencia, dirigida por Pier Giuseppe Murgia (1977)
- Pensione paura, dirigida por Francesco Barilli (1977)
- Io sto con gli ippopotami, dirigida por Italo Zingarelli (1979)
- Ernesto, dirigida por Salvatore Samperi (1979)
- La disubbidienza, dirigida por Aldo Lado (1981)
- Una donna allo specchio, dirigida por Paolo Quaregna (1984)
- Angels in the South, dirigida por Massimo Scaglione (1992)
- La mujer del placer, dirigida por Paolo Fondato (1997)
- Monella, dirigida por Tinto Brass (1998)
- Melissa P., dirigida por Luca Guadagnino (2005)
- I am love, dirigida por Luca Guadagnino (2009)
- El árbitro, dirigida por Paolo Zucca (2013)
- Incompresa, dirigida por Asia Argento (2014)
- La guerra dei cafoni, dirigida por Davide Barletti y Lorenzo Conte (2017)
- Era de marzo, dirigido por Asia Argento (2017) - cortometraje
- El hombre que compró la luna, dirigida por Paolo Zucca (2018)

#### Attrice
- Visioni di Palio, regia di Anton Giulio Onofri (2004) - mediometraggio documentario
- Acqua e zucchero: Carlo Di Palma, i colori della vita, regia di Fariborz Kamkari (2016) - documentario
- La dea fortuna, regia di Ferzan Özpetek (2019)

## Programmi TV
- La fattoria (Canale 5, 2005-2006) – Opinionista
- Donne (Rai 2, 2007) – Opinionista
- La talpa 3 (Italia 1, 2008) – Opinionista
- Italian Academy 2 (Rai 2, 2009) – Giurata
- Celebrity MasterChef Italia 2 (Sky Uno, 2018) – Concorrente
- CR4 - La Repubblica delle Donne (Rete 4, 2018) – Opinionista
- Grande Fratello VIP 4 (Canale 5, 2020) – Concorrente
- Ogni mattina (TV8, 2020-2021) – Opinionista

### Web TV
- Devils (LOFT, 2017)
- Cartas de amor (LOFT, 2018)